# Päkče
Pekče (korejsky 백제, Päkče) bylo jedno ze tří království Koreje (zbylá byla Silla a Kogurjo). Nacházelo se na jihozápadě Korejského poloostrova a existovalo od roku 18 př. n. l. do roku 660, kdy jej dobyly spojené síly království Silla a čínské říše Tchang a jeho území se stalo součástí Sjednocené Silly.
Päkče bylo významnou námořní silou a výrazně přispělo ke kulturní výměně v rámci východní Asie a Japonska, mimo jiné pomohlo rozšíření buddhismu. Soubor památek upomínajících na tento vliv byl zapsán na seznam Světového dědictví UNESCO pod názvem Historická území království Pekče.